# Latvia và đồng Euro
Latvia thay đồng tiền trước đó của mình là đồng lats sang sử dụng đồng euro từ ngày 1 tháng 1 năm 2014, sau khi được Liên minh châu Âu (EU) đánh giá vào tháng 6 năm 2013 rằng quốc gia này đã đủ điều kiện để gia nhập khối các quốc gia sử dụng đồng euro.
Quốc gia này bắt đầu xin sử dụng đồng euro từ ngày 1 tháng 5 năm 2004, khi Latvia gia nhập Liên minh châu Âu và Liên minh kinh tế và tiền tệ của Liên minh châu Âu. Đầu năm 2005, đồng lats được quy đổi ra euro với tỷ giá Ls 0,702804 = €1; Latvia gia nhập Cơ chế quy đổi tiền tệ châu Âu (ERM ll) bốn tháng sau vào ngày 2 tháng 5 năm 2005.